# HD 187085 b
HD 187085 b — экзопланета, которая обращается вокруг жёлтого карлика HD 187085 спектрального класса G 0V на расстоянии около 147 световых лет от Солнечной системы в созвездии Стрельца. Открытие было совершено в рамках программы AAPS методом доплеровской спектроскопии 14 марта 2006 года.

## Характеристики системы
Экзопланета представляет собой газовый гигант, с минимальной массой m sin i, составляющей всего 75 % от массы Юпитера. Он обращается вокруг HD 187085 по сильноэллиптической орбите (эксцентриситет 0,47, по другим источникам — 0,33) на среднем расстоянии 2,05 а.е и совершает полный оборот за 986 земных суток.
Поскольку экзопланета имеет высокий эксцентриситет, её расстояние от звезды меняется от 1,09 а. е. в перицентре до 3,01 а. е. в апоцентре. Это приводит к тому, что она периодически попадает в обитаемую зону, которая расположена на расстоянии 1,48 а. е. от HD 187085.
Родительская звезда системы — HD 187085 — является жёлтым карликом спектрального класса G0V, его масса и температура равны соответственно 1,22 M☉ и 6075 K. Звезда намного моложе нашего дневного светила: её приблизительный возраст составляет 3,3 млрд лет.